# Двойновское сельское поселение
Двойно́вское се́льское посе́ление — муниципальное образование в составе Новониколаевского района Волгоградской области.
Административный центр — хутор Двойновский.

## История
Двойновское сельское поселение образовано 22 декабря 2004 года в соответствии с Законом Волгоградской области № 975-ОД.

## Население
| 2010 | 2012 | 2013 | 2014 | 2015 | 2016 | 2017 |
| ---- | ---- | ---- | ---- | ---- | ---- | ---- |
| 875  | ↘861 | ↘836 | ↗933 | ↘920 | ↘892 | ↘887 |
| 2018 | 2019 | 2020 | 2021 |      |      |      |
| ↘874 | ↘868 | ↘860 | ↘855 |      |      |      |

## Состав сельского поселения
| № | Населённый пункт | Тип населённого пункта        | Население |
| - | ---------------- | ----------------------------- | --------- |
| 1 | Двойновский      | хутор, административный центр | 813       |
| 2 | Скворцовский     | хутор                         | 62        |